# Cascavel
Cascavel ou cobra cascavel é o nome genérico dado às cobras peçonhentas dos géneros Crotalus e Sistrurus. Também chamada de boicininga, do tupi mboi, cobra, e sining, retinir (como um chocalho).
As cascavéis possuem um chocalho característico na cauda, e estão presentes em todo o continente americano. O nome geralmente refere-se mais especificamente à espécie Crotalus durissus, cuja área de distribuição se estende do México à Argentina. 
As cascavéis, por razões ainda não bem entendidas, em vez de trocarem completamente sua pele antiga, mantém parte dela enrolada na cauda em forma de um anel cinzento grosseiro. Com o passar dos anos estes pedaços de epiderme ressecados formam os guizos que, quando o animal vibra a cauda, balançam e causam o ruído característico da espécie. 
Há uma crença popular de que o número de anéis do guizo corresponde à idade desta cobra, mas isto não é correto, pois no máximo poderia indicar o número de trocas de pele. A finalidade do som produzido pelo guizo é de advertir a sua presença e espantar os animais de grande porte que lhe poderiam fazer mal. É uma ótima possibilidade de evitar o confronto.
As cascavéis alimentam-se principalmente de pequenos roedores, mas podem fazer uso de seu veneno para fazerem outras vítimas, como pequenas aves, coelhos, lagartos, e, eventualmente, outras serpentes. Apesar de serem vistas durante o dia, predominam os hábitos crepuscular e noturno.
Seu corpo possui entre 1,5 a 2 metros de comprimento e a fêmea, na fase adulta, gera entre 18 a 30 filhotes em cada gestação.

## Galeria de imagens

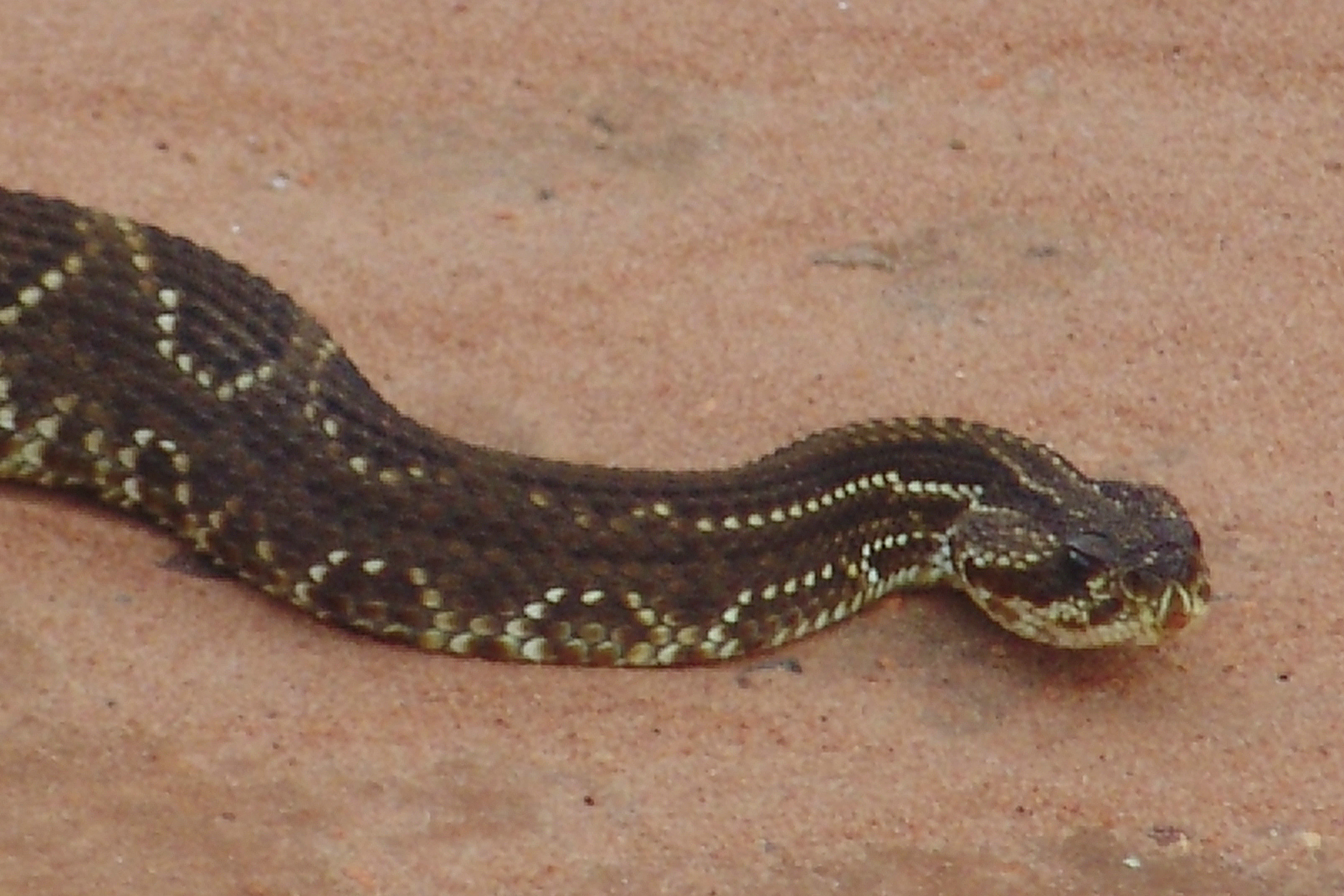
A cabeça
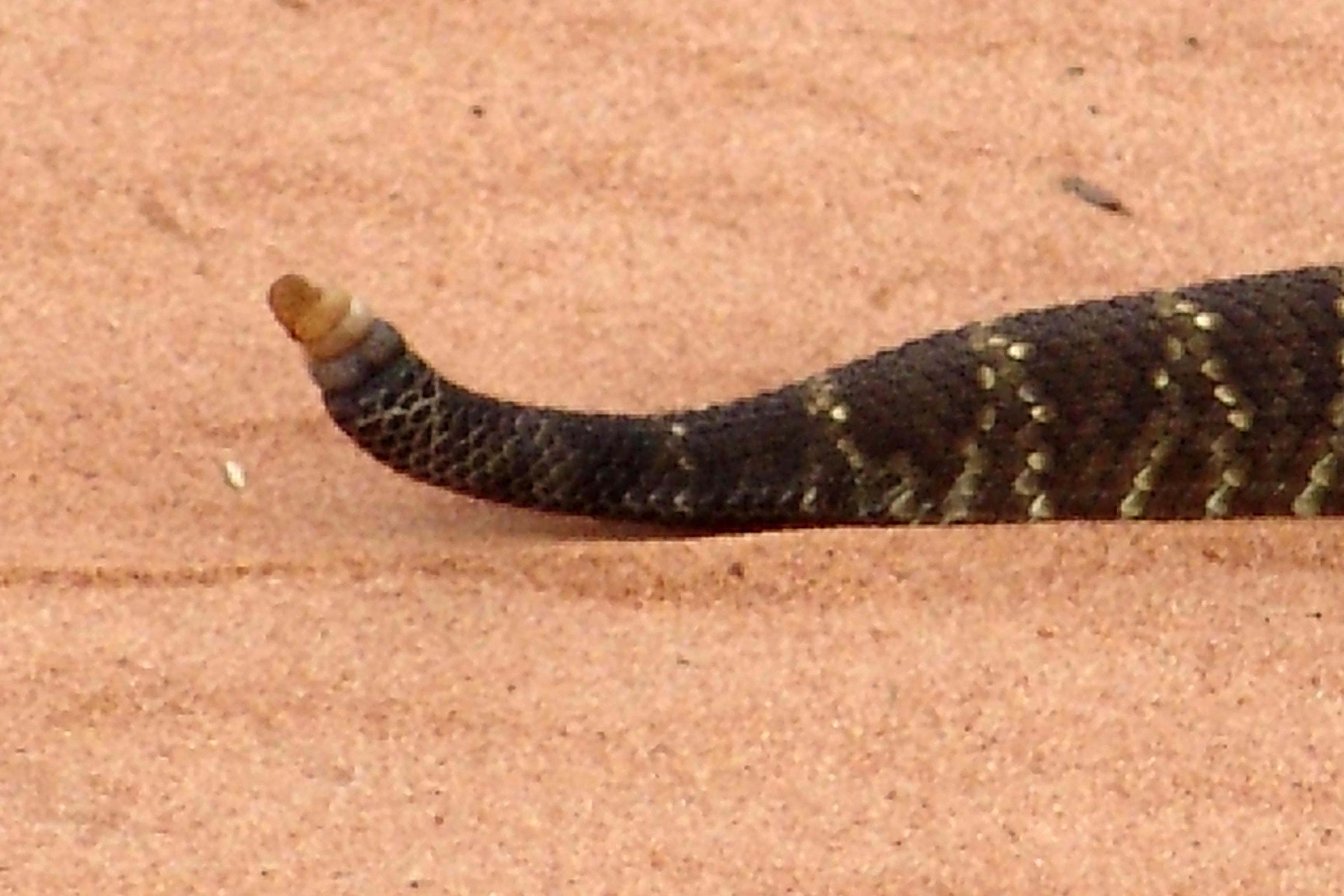
Rabo com 5 anéis (indicativo de 5 trocas de pele)
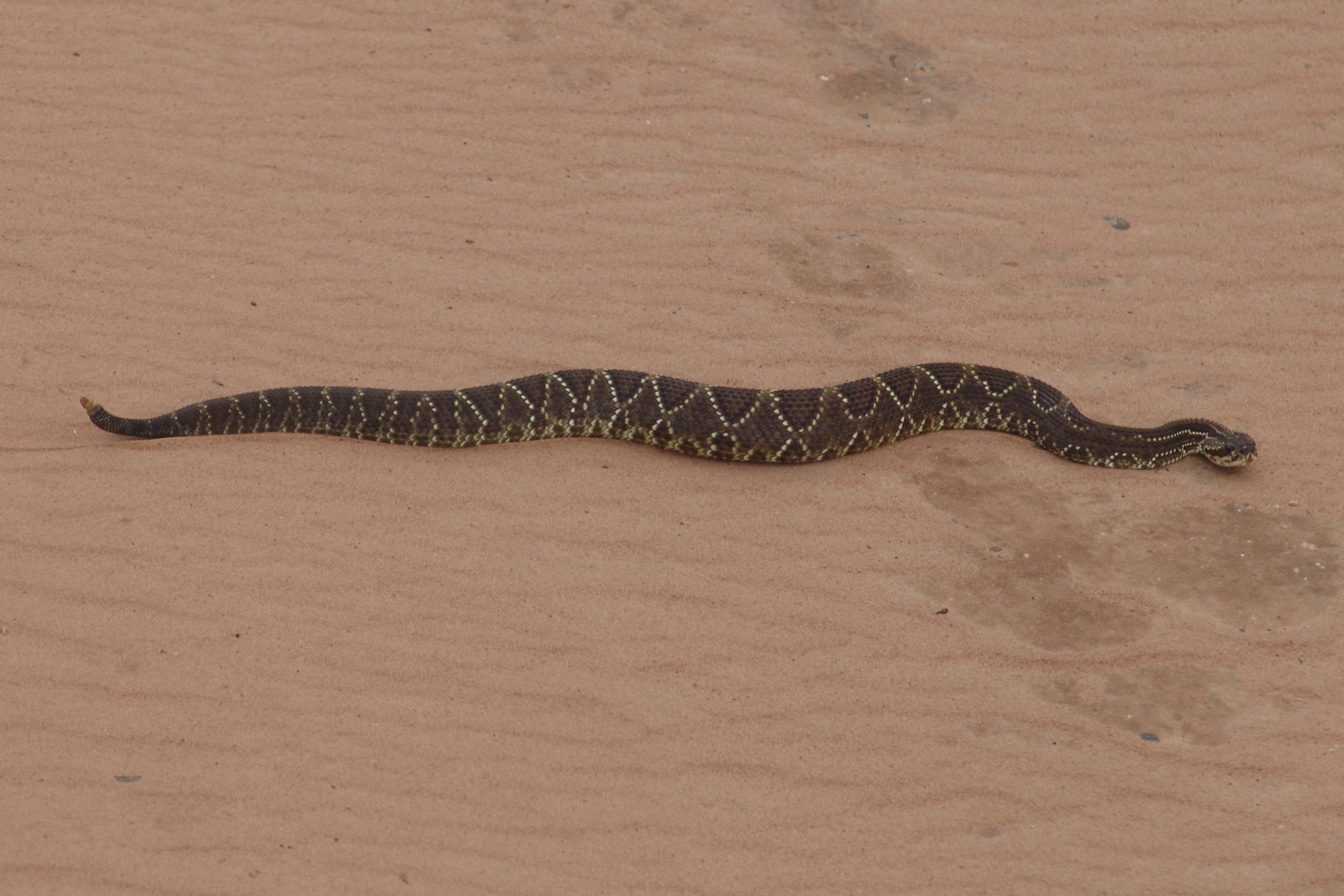
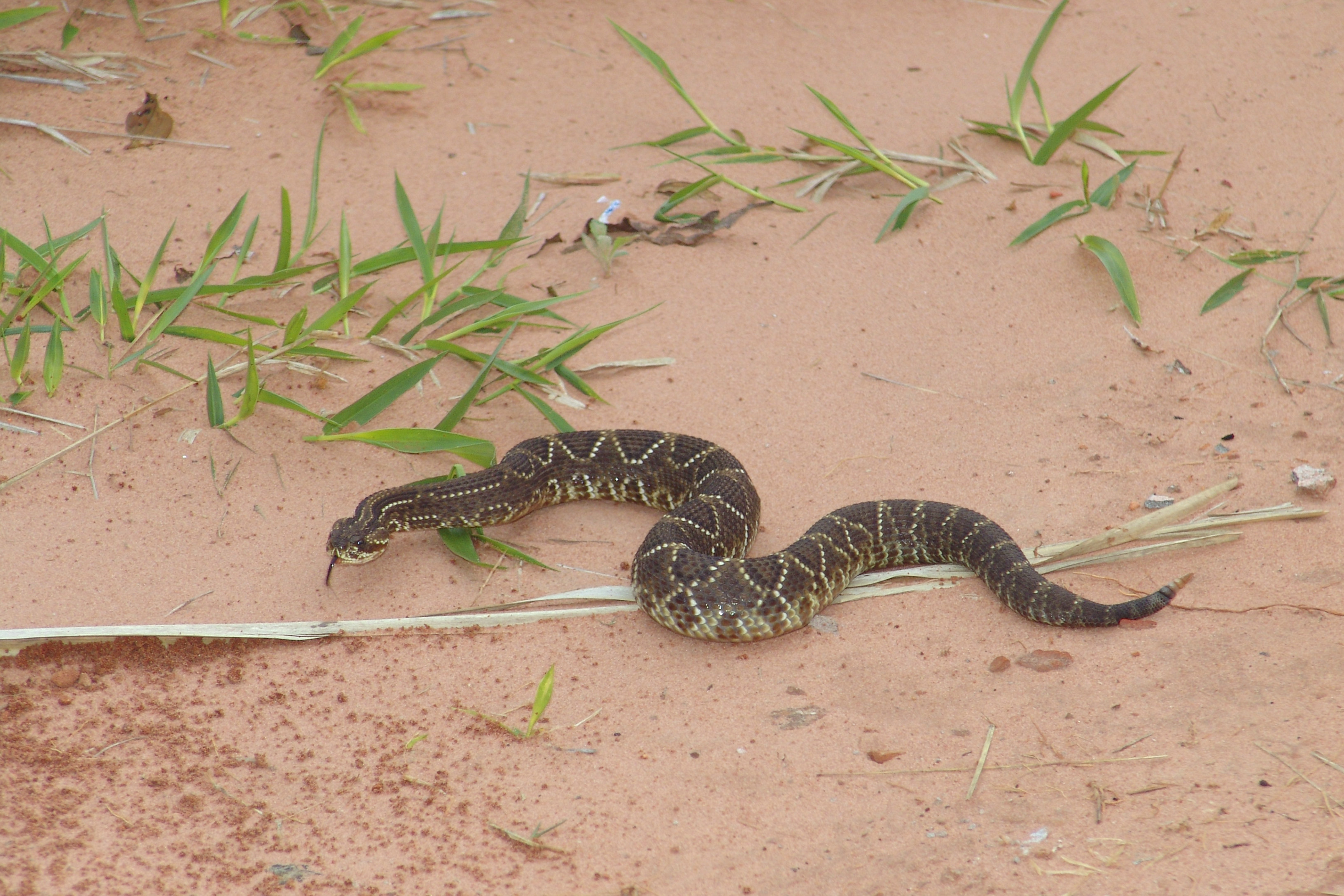